# ناحیه باب العسه
ناحیه باب‌العسه (به عربی: دائرة باب‌العسة) یک ناحیه‌ در الجزایر است که در استان تلمسان واقع شده‌است.

## خصوصیات
ناحیه باب‌العسه ۲۲٬۴۱۶ نفر جمعیت دارد.